# Śliwa

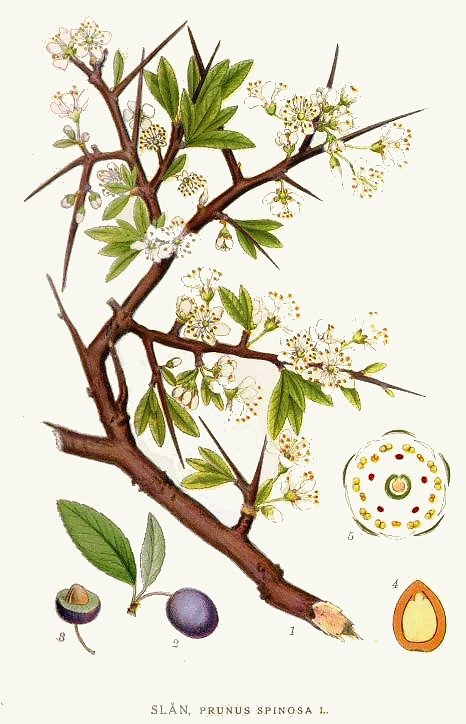
Morfologia (śliwa tarnina)

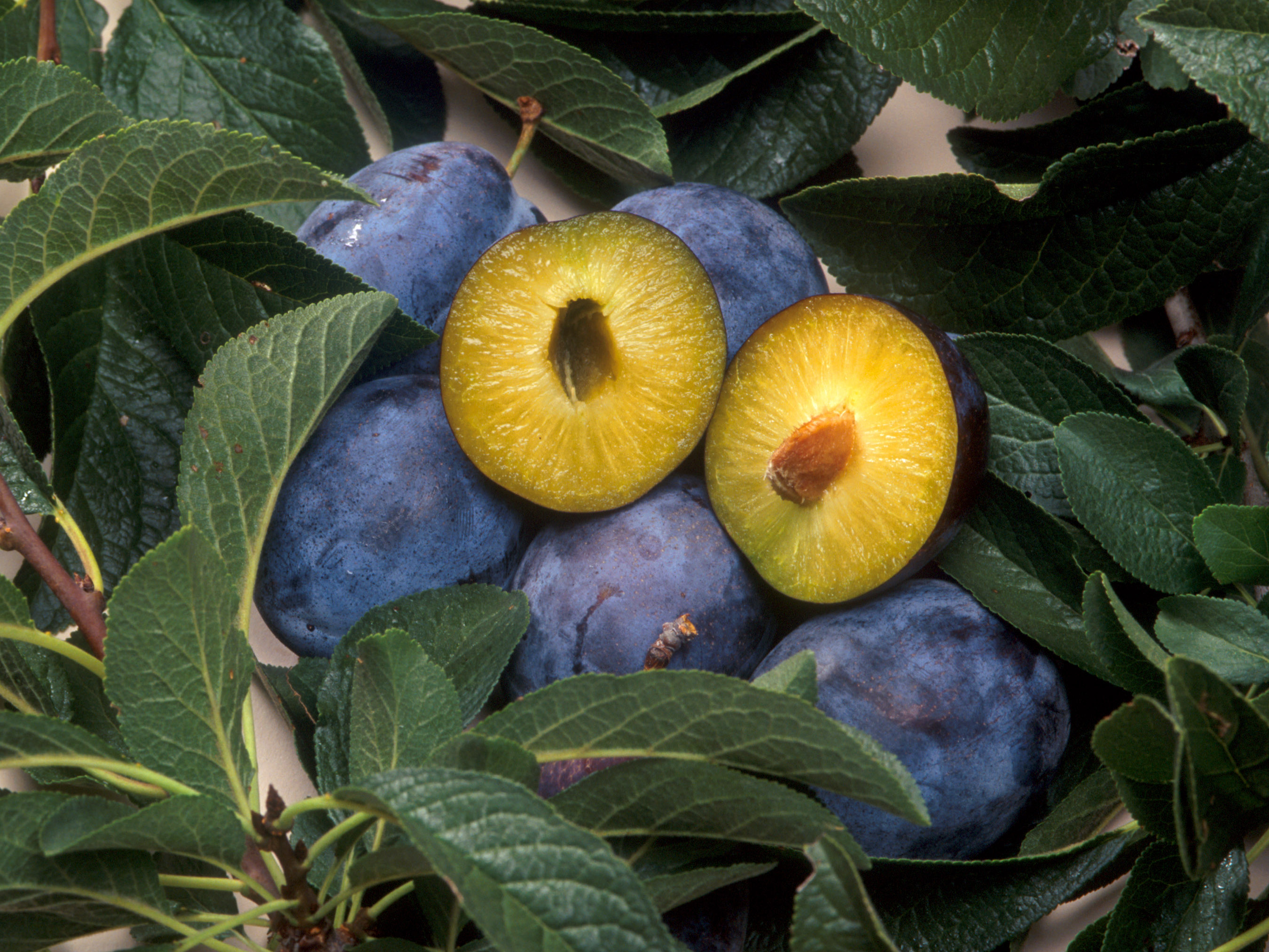
Owoce śliwy domowej

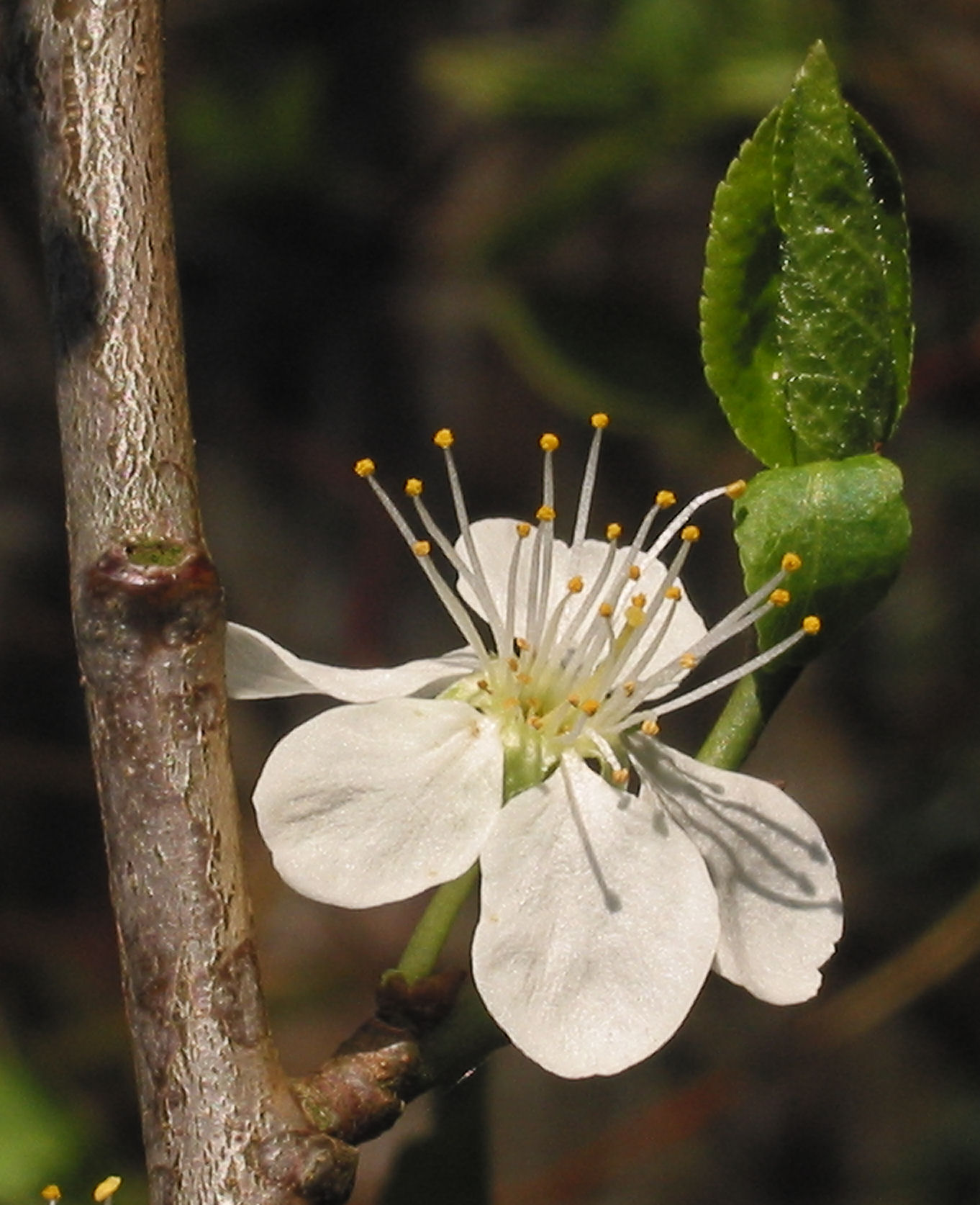
Pęd z kwiatami (śliwa domowa)

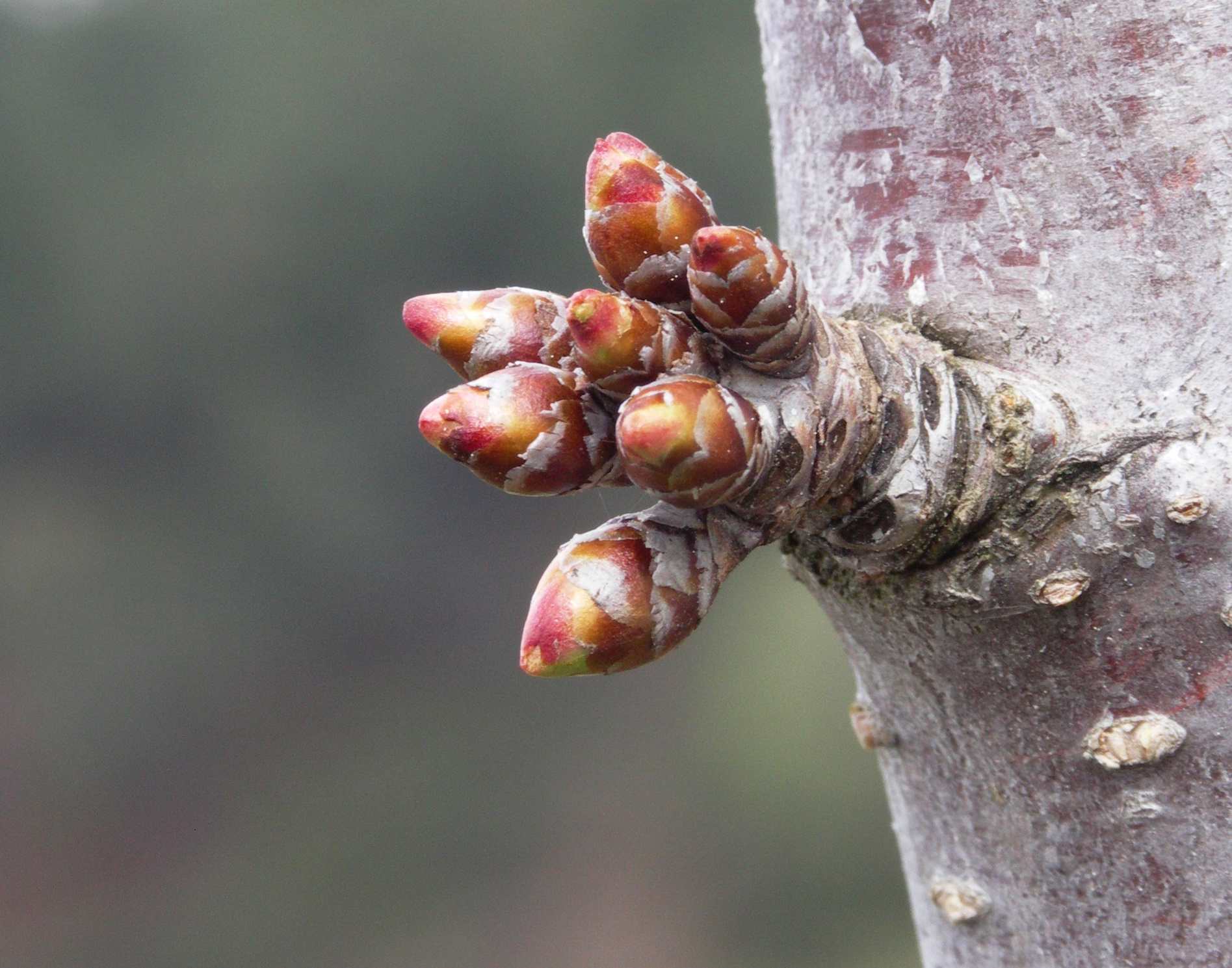
Pąki

Śliwa (Prunus L.) – rodzaj krzewów i drzew z rodziny różowatych (Rosaceae Juss). W obecnie dominującym, szerokim ujęciu obejmuje ponad 200 gatunków. Występują one w strefie umiarkowanej i ciepłej półkuli północnej, przy czym odmiany uprawne i ozdobne rozpowszechnione są na całym świecie. Do rodzaju tego należą gatunki określane zwyczajowymi nazwami jako: brzoskwinia, czeremcha, czereśnia, laurowiśnia, morela, wiśnia, śliwa.

## Rozmieszczenie geograficzne
Rodzaj jest szeroko rozprzestrzeniony na świecie, przy czym najbardziej zróżnicowany jest w strefie umiarkowanej półkuli północnej, gdzie śliwy spotykane są niemal w całej Ameryce Północnej, Europie, gdzie rośnie 17 gatunków, i Azji. Brak ich na tych kontynentach tylko na dalekiej północy (np. na Islandii, Grenlandii, na Alasce są obecne tylko jako rośliny introdukowane). Około 75 gatunków rośnie w strefie międzyzwrotnikowej, głównie na obszarach górskich. Rodzaj ma pojedynczych przedstawicieli w Afryce, ok. 25 gatunków obecnych jest w Ameryce Środkowej i Południowej, 45–50 w południowej i południowo-wschodniej Azji. W Australii i Nowej Zelandii rodzaj został introdukowany.
W Polsce rosną cztery lub pięć gatunków rodzimych (różnica wynika z różnego ujmowania systematycznego czeremchy skalnej) oraz 6 gatunków introdukowanych i zadomowionych.
Gatunki flory Polski
Pierwsza nazwa naukowa obowiązująca według bazy taksonomicznej Plants of the World online, druga według listy krajowej (jeśli jest inna)
- Prunus avium (L.) L. ≡ Cerasus avium (L.) Moench – wiśnia ptasia, czereśnia
- Prunus cerasifera Ehrh. – śliwa wiśniowa, ałycza (metafit)
- Prunus cerasus L. ≡ Cerasus vulgaris Mill. – wiśnia pospolita (metafit)
- Prunus domestica L. – śliwa domowa (metafit)
- Prunus fruticosa Pall. ≡ Cerasus fruticosa Pall. – wiśnia karłowata, wisienka stepowa
- Prunus mahaleb L. ≡ Cerasus mahaleb (L.) Mill. – wiśnia wonna, antypka (metafit)
- Prunus padus L. ≡ Padus avium Mill. – czeremcha zwyczajna
  - Prunus padus var. borealis A.Blytt ≡ Padus petraea Tausch – czeremcha skalna
- Prunus serotina Ehrh. ≡ Padus serotina (Ehrh.) Borkh. – czeremcha amerykańska (metafit)
- Prunus spinosa L. – śliwa tarnina
- Prunus virginiana L. ≡ Padus virginiana (L.) Mill. – czeremcha wirginijska (metafit)

## Morfologia
PokrójDrzewa i krzewy osiągające od 0,1 do 40 m wysokości, o pędach nagich lub owłosionych, z powodu tworzenia odrostów nierzadko tworzą skupienia pędów. Zwykle z krótko- i długopędami.
LiścieZimotrwałe lub opadające zimą. Przylistki szybko odpadające, lancetowate do równowąskich, ząbkowane lub klapowane. Ogonek obecny lub nie, często z gruczołkami u nasady blaszki pojedynczej, ale o zróżnicowanym kształcie, całobrzegiej lub ząbkowanej.

## Systematyka
Rodzaj Prunus zaliczany jest tradycyjnie do podrodziny Amygdaloideae (= Prunoideae) w obrębie rodziny różowatych. Podrodzina ta obejmuje obok śliwy jeszcze trzy rodzaje, które wyróżniają się także owocem w postaci pestkowca z pojedynczą twardą pestką otoczoną mięsistą owocnią – Maddenia Hook. f. & Thomson, Oemleria Reichb. i Prinsepia Royle.
Klasyfikacja taksonów w obrębie szeroko ujmowanego obecnie rodzaju Prunus była od dawna kontrowersyjna i różnie przedstawiana przez różnych autorów. W 1700 de Tournefort zaliczył należące tu gatunki do 6 rodzajów, wyodrębniając je na podstawie różnic w budowie owoców: Amygdalus, Armeniaca, Cerasus, Laurocerasus, Persica i Prunus. Klasyfikacja ta częściowo została przyjęta przez Linneusza, który w 1753 wyróżnił trzy, a w 1754 cztery rodzaje: Amygdalus, Cerasus, Prunus i Padus. Kolejni taksonomowie uzupełniali tę listę wyróżniając nowe rodzaje lub łączyli je w różny sposób. Po raz pierwszy pomysł scalenia wszystkich gatunków w jeden rodzaj Prunus opublikowany został przez Asa Graya w 1856 oraz Benthama i Hookera w 1865.
Od tego czasu różni autorzy wprowadzali różne koncepcje podziału szeroko ujmowanego rodzaju, a najszerszą akceptację zyskała klasyfikacja Rehdera z 1940 wyróżniająca w obrębie rodzaju Prunus pięć podrodzajów: Amygdalus, Cerasus, Laurocerasus, Padus i Prunus s.s.
Starsze próby klasyfikowania taksonów w obrębie rodzaju bazowały na podobieństwie cech morfologicznych. Już w XXI wieku klasyfikacja została zweryfikowana dzięki badaniom molekularnym. Okazało się, że rodzaj Prunus jest siostrzanym dla Maddenia, wraz z którym tworzy klad siostrzany dla pozostałych rodzajów podrodziny. Podział na podrodzaje nie został wsparty jednak w badaniach molekularnych. Cechy budowy morfologicznej uznawane za diagnostyczne dla wyróżniania podrodzajów, sekcji i gatunków okazały się w dużej części wynikiem homoplazji i nie mają znaczenia taksonomicznego.
W obrębie rodzaju Prunus dwa klady tworzą grupy Cerasus i Prunus. Do pierwszej, obok podrodzaju Cerasus, należą gatunki klasyfikowane do podrodzajów Laurocerasus i Padus (zmieszane w sposób nie uzasadniający podziału i łączone w jeden podrodzaj Laurocerasus). P. mahaleb zaliczany tradycyjnie do podrodzaju Cerasus okazał się być zagnieżdżony w obrębie kladu Laurocerasus, a sekcja Microcerasus w obrębie kladu Prunus s.s. Podrodzaj Amygdalus tworzy wspólny klad z podrodzajem Prunus, w którym zagnieżdżona jest m.in. jedna z sekcji wcześniej klasyfikowana w podrodzaju Cerasus. Opublikowane zostały także alternatywne koncepcje taksonomii grupy Prunus zachowujące odrębne rodzaje w nawiązaniu do dawnego ujęcia Tourneforta i Linneusza, ale dla uzyskania taksonów monofiletycznych wymagają one wyróżnienia co najmniej 10 rodzajów.
Synonimy
Amygdalopersica  Daniel, Amygdalophora M. Roem., Amygdalopsis M. Roem., Amygdalus L., Armeniaca Scop., Cerapadus Buia, Ceraseidos Siebold & Zucc., Cerasus Mill., Emplectocladus Torr., Lauro-cerasus Duhamel, Laurocerasus M. Roem., Maddenia Hook. f. & Thomson, Padellus Vassilcz., Padus Mill., Persica Mill., Pygeum Gaertn.
Pozycja systematyczna według APweb (aktualizowany system APG IV z 2016)
Rodzaj należący do plemienia Amygdaleae, podrodziny Spiraeoideae, rodziny różowatych (Rosaceae Juss.), rzędu różowców, kladu różowych w obrębie okrytonasiennych.
Podział rodzaju
- Podrodzaj Prunus[15]:
  - Sekcja Armeniaca[16] – morela:
    - Prunus armeniaca L. – morela pospolita
    - Prunus brigantina Vill.
    - Prunus ×dasycarpa Ehrh.
    - Prunus mandshurica (Maxim.) Koehne – morela mandżurska
    - Prunus mume Sieb. & Zucc. – morela japońska, morela mume
    - Prunus sibirica L. – morela syberyjska

  - Sekcja Microcerasus[17] – wisienka:
    - Prunus besseyi L.H.Bailey – wiśnia Besseya, wisienka Besseya
    - Prunus bifrons Fritsch
    - Prunus ×cistena (N. E. Hansen) Koehne [= P. cerasifera × P. pumila] – śliwa dziecięca
    - Prunus dictyoneura Diels
    - Prunus glandulosa Thunb. – wiśnia gruczołkowata
    - Prunus humilis Bunge
    - Prunus jacquemontii Hook. f.
    - Prunus japonica Thunb.
    - Prunus microcarpa C.A.Mey.
    - Prunus prostrata Labill.
    - Prunus tomentosa Thunb. – wiśnia kosmata, wisienka kosmata

  - Sekcja Penarmeniaca[18]:
    - Prunus andersonii A.Gray
    - Prunus fremontii S.Watson
    - Prunus pumila L. – wiśnia piaskowa, wiśnia drobna

  - Sekcja Prunus[19] – śliwa:
    - Prunus ×blireana André [= P. cerasifera ‘Atropurpurea’ × P. mume] – śliwa blerejska
    - Prunus bokhariensis Royle ex C.K.Schneid.
    - Prunus cerasifera Ehrh. – śliwa wiśniowa, ałycza
    - Prunus cocomilia Ten. – śliwa bałkańska
    - Prunus consociiflora C.K.Schneid.
    - Prunus domestica L. – śliwa domowa
    - Prunus ×fruticans Weihe [=?P. domestica × P. spinosa]
    - Prunus ramburii Boiss.
    - Prunus salicina Lindl. – śliwa japońska
    - Prunus simonii Carrière – śliwa Simona
    - Prunus spinosa L. – śliwa tarnina
    - Prunus ursina Kotschy
    - Prunus ussuriensis Kovalev & Kostina
    - Prunus vachuschtii Bregadze

  - Sekcja Prunocerasus[20][21]:
    - Prunus alleghaniensis Porter
    - Prunus americana Marshall – śliwa amerykańska
    - Prunus angustifolia Marshall
    - Prunus geniculata R.M.Harper
    - Prunus gracilis Engelm. & A.Gray
    - Prunus hortulana L.H.Bailey
    - Prunus maritima Marshall
    - Prunus mexicana S.Watson
    - Prunus murrayana E.J.Palmer
    - Prunus nigra Aiton
    - Prunus ×orthosepala Koehne [= P. americana × P. angustifolia]
    - Prunus rivularis Scheele
    - Prunus subcordata Benth.
    - Prunus umbellata Elliot
- Podrodzaj Cerasus[22]:
  - Sekcja Cerasus[23] – wiśnia:
    - Prunus alaica (Pojark.) Gilli
    - Prunus apetala (Sieb. & Zucc.) Franch. & Sav
    - Prunus avium (L.) L. – czereśnia, wiśnia ptasia
    - Prunus campanulata Maxim.
    - Prunus canescens Bois
    - Prunus cerasoides D.Don
    - Prunus cerasus L. – wiśnia pospolita
    - Prunus clarofolia C.K.Schneid.
    - Prunus concinna Koehne – wiśnia wytworna
    - Prunus conradinae Koehne
    - Prunus cyclamina Koehne
    - Prunus ×dawyckensis Sealy [= P. canescens × P. dielsiana]
    - Prunus dielsiana C.K.Schneid.
    - Prunus emarginata (Douglas) Eaton
    - Prunus ×eminens Beck [= P. cerasus × P. fruticosa] – wiśnia osobliwa
    - Prunus ×fontanesiana (Spach) C. K. Schneid. [= P. avium × P. mahaleb]
    - Prunus fruticosa Pall. – wiśnia karłowata, wisienka stepowa
    - Prunus ×furuseana Ohwi [= P. incisa × P. jamasakura]
    - Prunus glandulifolia Rupr. & Maxim.
    - Prunus ×gondouinii (Poit. & Turpin) Rehder [= P. avium × P. cerasus]
    - Prunus himalaica Kitam.
    - Prunus ×incam Ingram ex R. T. Olsen & Whittem. [= P. incisa × P. campanulata]
    - Prunus incisa Thunb. – śliwa wczesna
    - Prunus ×juddii E. S. Anderson [= P. sargentii × P. yedoensis]
    - Prunus leveilleana Koehne
    - Prunus maackii Rupr. – czeremcha Maacka
    - Prunus mahaleb L. – wiśnia wonna, antypka
    - Prunus maximowiczii Rupr.
    - Prunus meyeri Rehder
    - Prunus nipponica Matsum.
    - Prunus pensylvanica L. f. – wiśnia pensylwańska
    - Prunus pleiocerasus Koehne
    - Prunus pojarkovii A. E. Murray
    - Prunus pseudocerasus Lindl.
    - Prunus rufa Hook. f.
    - Prunus sargentii Rehder – śliwa sachalińska, wiśnia Sargenta
    - Prunus ×schmittii Rehder [= P. canescens × P. avium] – wiśnia Schmitta
    - Prunus serrula Franch. – wiśnia tybetańska
    - Prunus serrulata Lindl. – wiśnia piłkowana
    - Prunus setulosa Batalin
    - Prunus speciosa (Koidz.) Ingram
    - Prunus stipulacea Maxim.
    - Prunus subhirtella Miq., syn.: Prunus pendula Sieb. ex Maxim. – wiśnia różowa
    - Prunus takasagomontana Sasaki
    - Prunus takesimensis Nakai
    - Prunus trichostoma Koehne
    - Prunus ×tschonoskii Koehne
    - Prunus verecunda (Koidz.) Koehne
    - Prunus yedoensis Matsum – wiśnia jedoeńska

  - Sekcja Laurocerasus (w tym: Pygeum i Padus)[12] – laurowiśnia:
    - Prunus africana (Hook. f.) Kalkman
    - Prunus brachypoda Batalin
    - Prunus bracteopadus Koehne
    - Prunus buergeriana Miq.
    - Prunus caroliniana (Mill.) Aiton
    - Prunus ceylanica (Wight) Miq.
    - Prunus cornuta (Wall. ex Royle) Steud.
    - Prunus grayana Maxim. – czeremcha Graya
    - Prunus grisea (Blume ex Müll. Berol.) Kalkman
    - Prunus guanaiensis Rusby
    - Prunus ilicifolia (Nutt. ex Hook. & Arn.) D.Dietr.
    - Prunus incana (Pall.) Batsch
    - Prunus jenkinsii Hook. f. & Thomson
    - Prunus laurocerasus L. (syn.: Prunus grandifolia Salisb.) – laurowiśnia wschodnia
    - Prunus lusitanica L. – laurowiśnia iberyjska
    - Prunus myrtifolia (L.) Urb. (syn.: Prunus sphaerocarpa Sw.)
    - Prunus napaulensis (Ser.) Steud.
    - Prunus obtusata Koehne (syn.: Prunus pubigera (C.K.Schneid.) Koehne, Prunus vaniotii H.Lév.)
    - Prunus padus L., (syn.: Prunus racemosa Lam.) – czeremcha zwyczajna
    - Prunus phaeosticta (Hance) Maxim.
    - Prunus pygeoides Koehne
    - Prunus serotina Ehrh., (syn.: Prunus capuli Cav., Prunus salicifolia Kunth) – czeremcha amerykańska
    - Prunus spinulosa Sieb. & Zucc.
    - Prunus ssiori F.Schmidt
    - Prunus turneriana (F.M.Bailey) Kalkman
    - Prunus undulata Buch.-Ham. ex D.Don (syn.: Prunus acuminata (Wall.) D.Dietr., Prunus wallichii Steud.)
    - Prunus virginiana L. – czeremcha wirginijska
    - Prunus wilsonii (Diels ex C.K.Schneid.) Koehne (syn.: Prunus rufomicans Koehne)
    - Prunus zippeliana Miq.
- Podrodzaj Amygdalus[24] – migdałowiec:
  -     - Prunus arabica (Olivier) Meikle
    - Prunus argentea (Lam.) Rehder
    - Prunus brahuica (Boiss.) Aitch. & Hemsl.
    - Prunus bucharica (Korsh.) Hand.-Mazz.
    - Prunus carduchorum (Bornm.) Meikle
    - Prunus cercocarpifolia Villareal
    - Prunus davidiana (Carrière) Franch. – brzoskwinia Davida
    - Prunus dulcis (Mill.) D.A.Webb – migdałowiec pospolity, śliwa migdał
    - Prunus eburnea (Spach) Aitch.
    - Prunus elaeagrifolia (Spach) A. E. Murray
    - Prunus eremophila Prigge
    - Prunus erioclada Bornm.
    - Prunus fenzliana Fritsch
    - Prunus ferganensis (Kostov & Rjabov) Kovalev & Kostov – brzoskwinia fergańska
    - Prunus haussknechtii C.K.Schneid.
    - Prunus havardii (W.Wight) S.C.Mason
    - Prunus kansuensis Rehder
    - Prunus korshinskyi Hand.-Mazz.
    - Prunus kotschyi (Boiss. & Hohen.) Meikle
    - Prunus kuramica (Korsh.) Kitam.
    - Prunus lycioides (Spach) C.K.Schneid.
    - Prunus microphylla (Kunth) Hemsl.
    - Prunus minutiflora Engelm. ex A.Gray
    - Prunus mira Koehne – brzoskwinia dziwna
    - Prunus mongolica Maxim.
    - Prunus pedunculata (Pall.) Maxim.
    - Prunus persica (L.) Batsch – brzoskwinia zwyczajna
    - Prunus ×persicoides (Ser.) M. Vilm. & Bois [= P. dulcis × P. persica]
    - Prunus petunnikowii (Litv.) Rehder
    - Prunus scoparia (Spach) C.K.Schneid.
    - Prunus spinosissima (Bunge) Franch.
    - Prunus tangutica (Batalin) Koehne
    - Prunus tenella Batsch – migdałowiec karłowaty
    - Prunus texana D.Dietr.
    - Prunus trichamygdalus Hand.-Mazz.
    - Prunus triloba Lindl. – migdałowiec trójklapowy
    - Prunus turcomanica (Lincz.) Kitam.
    - Prunus webbii (Spach) Vierh.
- Podrodzaj Emplectocladus[25]
  -     - Prunus fasciculata (Torr.) A.Gray